# Eero Lehtonen
Eero Reino Lehtonen (Mikkeli, Savònia del Sud, 21 d'abril de 1898 – Hèlsinki, 9 de novembre de 1959) va ser un atleta finlandès que va competir a començaments del segle xx.
El 1920 es proclamà campió nacional de pentatló i salt de llargada, establint un nou rècord nacional de llargada amb 7.02 metres. Aquell mateix any va prendre part en els Jocs Olímpics d'Anvers, on disputà tres proves del programa d'atletisme. En el pentatló guanyà la medalla d'or, en el salt de llargada fou setzè, mentre en el decatló es va veure obligat a abandonar.
Poc després dels Jocs es va retirar temporalment, però el 1922 tornà a guanyar el campionat nacional de pentatló i salt de llargada. El 1924 va guanyar un tercer títol de salt de llargada. Als Jocs de París, va disputar dues proves del programa d'atletisme. Guanyà la medalla d'or en el pentatló, mentre en el 4x400 metres relleus quedà eliminat en sèries.
Es va retirar en tenir coneixement que el pentatló havia estat exclòs dels Jocs Olímpics de 1928.

## Millors marques
- 400 metres. 53.0" (1924)[1]
- Salt de llargada. 7.02 metres (1920)[2]